# 御侍
御侍，唐朝至宋朝、金朝服侍于后宫中的女官。
唐朝服侍于后宫中的内职，其中高贵之人，因亲近奉侍，或呼作“御侍”。宋太宗时改为祗候人为御侍。无品。但已有亲近侍奉、接幸皇帝的机会。金代的御侍正九品，分为掌御仪的掌仪御侍，掌御服的掌服御侍，掌燕见进御事的掌寝御侍，掌汤沐巾栉等的掌饰御侍，掌床席帷帐铺设等的掌设御侍，掌宫内御服首饰等的掌衣御侍，掌御膳食、调和凉热等的掌膳御侍，掌御医药的掌药御侍。